# Sunshine Coast Region
Sunshine Coast Region – samorząd terytorialny w Australii położony nad Pacyfikiem. Leży w stanie Queensland i jest częścią aglomeracji South East Queensland zamieszkiwanej przez 4 mln osób. Od południowej strony graniczy ze stolicą stanu, Brisbane, dla którego jest miastem satelickim. Sunshine Coast Region w granicach administracyjnych liczy 365 942 mieszkańców.
Znane jest przede wszystkim ze słonecznego, subtropikalnego klimatu, złocistych plaż, kwitnącego życia nocnego oraz wielu atrakcji turystycznych. Licznie odwiedzane przez miłośników surfingu oraz wszelkiego rodzaju sportów wodnych. 
Znajduje się tutaj: Uniwersytet Sunshine Coast, ogród zoologiczny Australia Zoo, parki tematyczne Aussie World i Sea Life Sunshine Coast oraz atrakcja turystyczna Big Pineapple.